# Вахтангов сборник законов
Вахтангов сборник законов (груз. ვახტანგ VI-ის სამართლის წიგნთა კრებული) — сборник грузинских законов, составленный царевичем Вахтангом (впоследствии царём Вахтангом VI) между 1703 и 1709 годами.

## Содержание
Сборник состоит из нескольких разнородных частей: законы Моисеевы, законы греческие, законы армянские, законы католикосовы, законы царя Георгия, законы Агбуги, законы царя Вахтанга.
Первая часть называется «Законы Моисеевы», она состоит из 62 статей и является извлечением из ветхозаветного Второзакония.
Вторая часть называется «Законы греческие», представляют собой извлеченные из византийского права (преимущественно из Базилик); в ней 318 статей, трактующих о предметах гражданского, уголовного и отчасти церковного права.
Третью, самую обширную часть сборника составляют «Законы армянские», включающие 431 статью. Эта часть является переводом Судебника Мхитара Гоша, который, в свою очередь, был составлен на основании кодексов Феодосия и Юстиниана, а также наиболее ранних памятников армянского права, например «Канонагирка» VIII века. В нём встречаются римские постановления о неограниченной власти отца, о духовных завещаниях, о наследстве и обязательствах, а также положения права уголовного и отчасти церковного. Грузинский перевод значительно отступает от армянского подлинника: в нем система расположения законов изменена, статьи местами сокращены или слиты, местами выброшены, а местами дополнены; последнее обстоятельство делает Вахтагнов сборник любопытным источником армянской истории, сообщающим новые, помимо него не известные сведения (например, о церемониале погребения армянского католикоса).
Четвёртая часть содержит в себе «Законы католикосские» и разделяется на 23 статьи. Это извлечения из грузинского Номоканона, составленные в 1605 году при имеретинском царе Георгии грузинским католикосом Малахием, ввиду возникших в Имеретии беспорядков; здесь помещены правила о правах и обязанностях епископов и отчасти уголовные законы.
В пятой части, в 46 весьма кратких статьях, излагаются законы грузинского царя Георгия V Блистательного (1318—1346), относящиеся главным образом к уголовному праву. Они являются весьма древним памятником грузинского языка и права: суд не выступает еще здесь в роли «решителя судеб», он играет скорее роль посредника.
Такой же характер носят гражданские и уголовные законы, составляющие шестую часть сборника (178 довольно кратких статей); они были изданы царем Самцхе-Саатабаго Бекою II (1361—1391) и пополнены внуком его Агбуги (1444—1451); и потому более известны под именем «Законов Агбуги».
Седьмую часть сборника образуют законы гражданские, уголовные и законы о состояниях, составленные самим Вахтангом, главным образом на основании древних обычаев Грузии и при содействии католикоса Дементия IV, митрополитов и архиепископов, князей, сановников и знатных людей страны. Это и есть собственно уложение царя Вахтанга, снабженное двумя предисловиями. В первом предисловии излагаются причины, побудившие царевича Вахтанга к составлению сборника, который он издал «для того, чтобы никто не искривил весов правосудия по лихоимству, родству или какому-либо пристрастию». Во втором предисловии, помещенном между 204 и 205 статьями Уложения (так же, как и в § 6 предисловия к законам Моисеевым), собственно Вахтанговым законам отдается преимущество перед законами, содержащимися в других частях Вахтангова сборника. Внося в свой сборник законы столь различного происхождения, неизбежно противоречащие друг другу, Вахтанг желал этим возвысить в глазах народа значение своего труда, а также ознакомить судей своего отечества с законами, действовавшими в различное время и у различных народов, и тем расширить их кругозор; отчасти он действовал и как любитель старины.

## История
После присоединения Грузии к России в 1801 году местным судам было предоставлено руководствоваться в гражданских делах грузинскими обычаями и уложениям царя Вахтанга, а в случае их недостаточности — общими законами империи. В то же время было предписано главному начальству Грузии собрать и привести в известность местные обычаи и законы. Вследствие этого в разное время были переведены отдельные части Вахтангова сборника; полный перевод его был сделан при Ермолове и издан Сенатом в 1828 году. В этом официальном издании сборника царя Вахтанга (без обозначения года и места печатания) части расположены в следующем порядке: 1) законы царя Вахтанга (267 статей); 2) законы греческие (420 ст.); 3) — армянские (431 статья); 4) — царя Георгия (46 ст.); 5) — Агбуги (176 ст.); 6) — Моисеевы (52 ст.); 7) — католикосские (23 статьи). В конце издания помещены «обычаи, введенные при грузинских царях законом» (74 ст.), собранные русским правительством.
В первое время по введении в действие этого официального перевода Вахтангов сборника русская судебная практика отличалась крайним разнообразием, неустойчивостью и неопределенностью начал: русские суды, не имея разъяснения насчет значения и силы разнородных частей этого сборника, применяли их по своему выбору, совершенно произвольно. Этим объясняются ходатайства о совершенном прекращении действия этого сборника, которые исходили как от местного дворянства (1837 и 1839), так и от правительственных лиц и учреждений: от гр. Паскевича (1830), от комитета Закавказского края (1840) и других. Лишь в 1840-х годах Второе отделение Собственной Его Императорского Величества канцелярии разъяснило, что предпочтительно должны применяться собственно Вахтанговы законы и «обычаи, введенные при грузинских царях законом», остальные же части сборника могут иметь лишь вспомогательное значение.
Наконец, законом 20 октября 1859 года действие Вахтангова сборника в тех частях Закавказского края, которые были образованы из бывших в Грузии, Имеретии и Гурии, отменено, на них распространены законы общероссийские, и взамен того в I и II частях Χ тома Свода Законов внесены для этих местностей дополнения, заимствованные из Вахтангова сборника. Указом 23 ноября 1870 года прекращено действие Вахтангова сборника и в Мингрелии, вошедшей в состав Кутаисской губернии, на нее распространен закон 20 октября 1859 года, с присоединением особых правил о выморочных имуществах (примеч. в ст. 1162 г., X, ч. 1, по изд. 1887 г.).
В последующее время, когда в крае были введены судебные уставы Александра II, подобные дополнения имелись лишь в 1 ч Χ т. (изд. 1887) и касались права въезда в лес (ст. 454, 457 и 462), наследственного права (примеч. 3 к п. 1 приложение к 694 ст.; ст. 11481, 11531; примечание и приложение к ст. 1130; 2 примечание к ст. 1315, примечание к ст. 1322), взимание за запашку чужой земли хлебного оброка, под названием галлы (примечание к 1700 ст.) и уплаты по займам произведениями земли (примечание к 2013 ст.). Тем не менее, по весьма важным для края вопросам о водовладении сборник царя Вахтанга имел практическое значение и в более позднее время, так как 2 примеч. к 442 ст. т. X. ч. 1 постановлено, что в Закавказье устройство, содержание и употребление поливных каналов определяется действующими там местными обычаями. Вахтанговым сборником должны были также руководствоваться в своих работах главное и окружные присутствия по определению прав пользования водой, учрежденные правилами 3 декабря 1890 года; по окончании этих работ сборник царя Вахтанга потерял практическое значение, но сохранял значительный научный интерес.
Первое официальное издание русского перевода стало библиографической редкостью; в более позднее время он вновь издан А. С. Френкелем, под редакцией Д. З. Бакрадзе, под заглавием «Сборник законов грузинского царя Вахтанга VI» (Тифлис, 1887) с весьма ценными дополнениями и примечаниями редактора, проверившего русский текст с несколькими грузинскими рукописями. Описание парижской рукописи, по многим признакам сходной с неизвестным оригиналом русского перевода, сделано Броссе в «Nouveau journal asiatique» (1829) и в «Annales de Législation et de Jurisprudence» (1829 г., № 32 и 40). Броссе перевел всю эту рукопись на французский язык, но напечатана была лишь часть собственно Вахтанговых законов (в 40 «Annales»). Грузинский текст этих законов см. в «Грузинской Хрестоматии» Д. Чубинова (ч. 1, СПб., 1846). Раннее догматическое исследование грузинских законов представляет доклад статс-секретаря князя Багратиона-Мухранского, подготовивший закон 20 октября 1859 года и напечатанный в «Юридическом обозрении» (1886); обзор старой судебной практики был помещен в «Кавказском обозрении» 1887 года № 75.